# Génesis Rodríguez
Génesis Rodríguez (29. srpnja 1987. ; Miami, Florida), je kubansko - venezulansko - američka glumica. Kći je venezuelanskog pjevača i glumca Joséa Luisa Rodrígueza. Ima dvije sestre, Lilianu Rodríguez Morillo i Lilibeth Rodríguez Morillo. 
Sudjelovala je u telenovelama Prisionera, Dame Chocolate i Doña Bárbara.

## Uloge
- Entourage -Sarah
- Doña Bárbara   - Bárbara Guaimarán (mlada) / Marisela Barquero Guaimarán
- Dame Chocolate - (Tajna čokolade) Rosita Amado / Violeta Hurtado
- Days of our lives - Becky Ferrer
- Prisionera - (Zatočenica) Guadalupe Santos (mlada) / Libertad Salvatierra